# Rue Édouard-Fournier
Pour les articles homonymes, voir Édouard Fournier et Fournier.
La rue Édouard-Fournier est une voie du 16e arrondissement de Paris, en France.

## Situation et accès

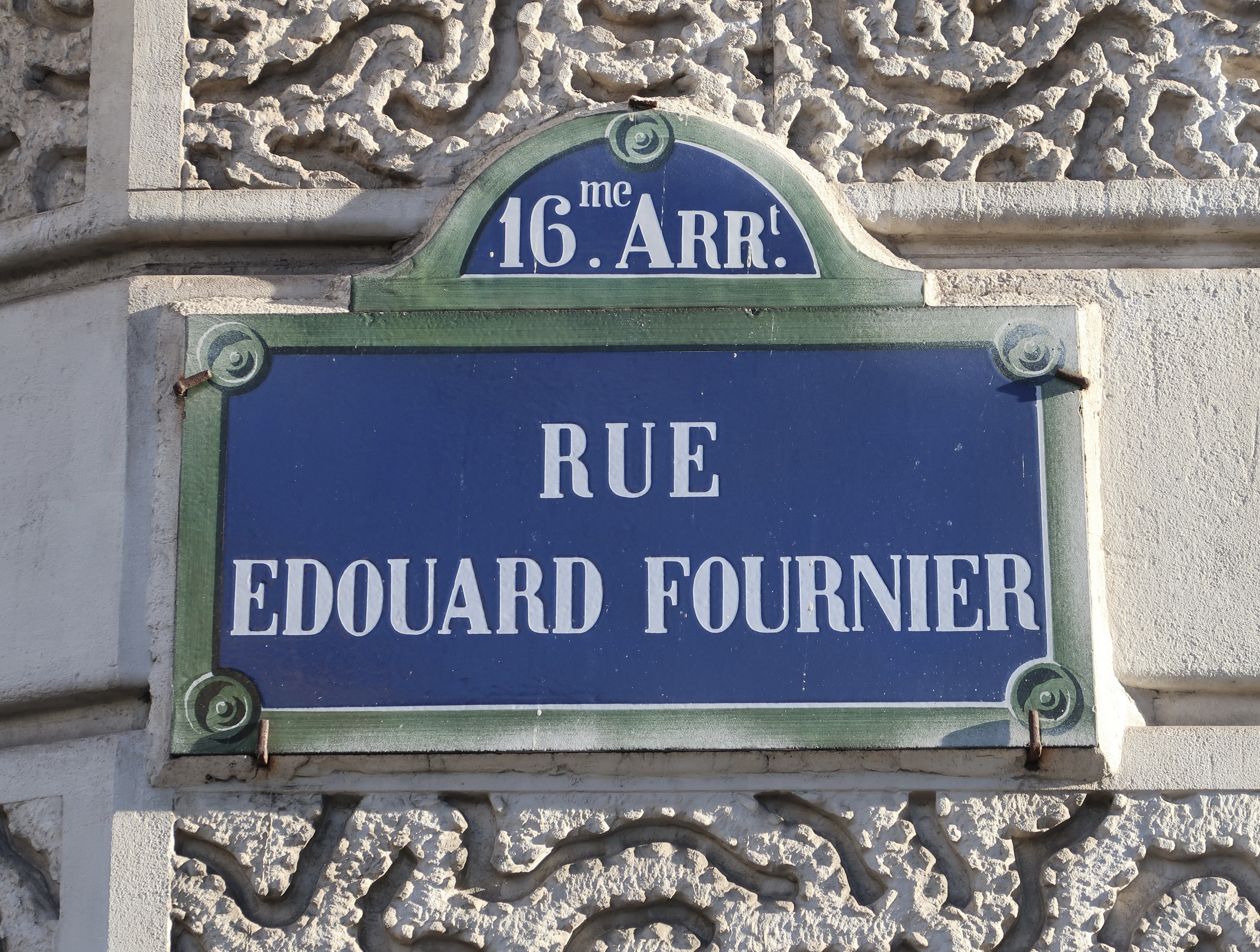
Plaque sur un mur à bossage vermiculé.

La rue Édouard-Fournier est une voie publique située dans le 16e arrondissement de Paris. Elle débute au 19, boulevard Jules-Sandeau et se termine au 24, rue Octave-Feuillet.
Après la croisement avec le boulevard Jules-Sandeau et le boulevard Émile-Augier, la rue Édouard-Fournier est poursuivie, à l'est, par la rue Edmond-About.

## Origine du nom

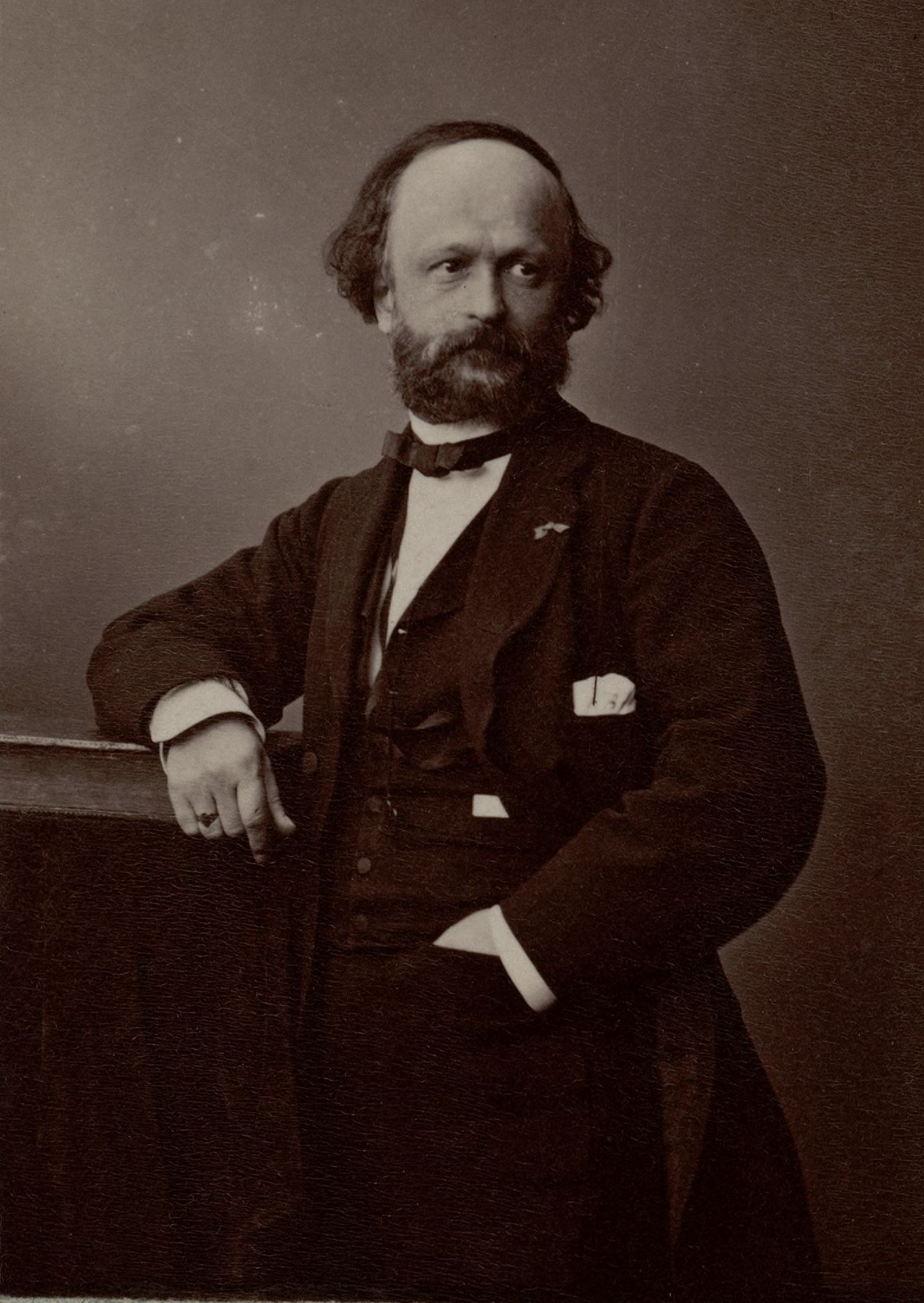
Édouard Fournier.

Elle perpétue le souvenir d’Édouard Fournier (1819-1880), littérateur et historien de Paris.

## Historique
Cette voie est ouverte par la Ville de Paris à l'emplacement de l'ancien jardin fleuriste de la Muette, sous le nom de « rue de Franqueville » (à ne pas confondre avec l'actuelle rue de Franqueville, le nom ayant par la suite été reporté sur cette autre voie). Les rues voisines Edmond-About, Eugène-Labiche, Guy-de-Maupassant et Octave-Feuillet sont percées au même moment, dans le cadre du réaménagement du quartier.
Classée dans la voirie parisienne en vertu d'un décret du 28 août 1896, elle prend sa dénomination actuelle par un arrêté du 6 novembre 1905.

## Bâtiments remarquables et lieux de mémoire
- No 10 : délégation du Portugal auprès de l'OCDE.

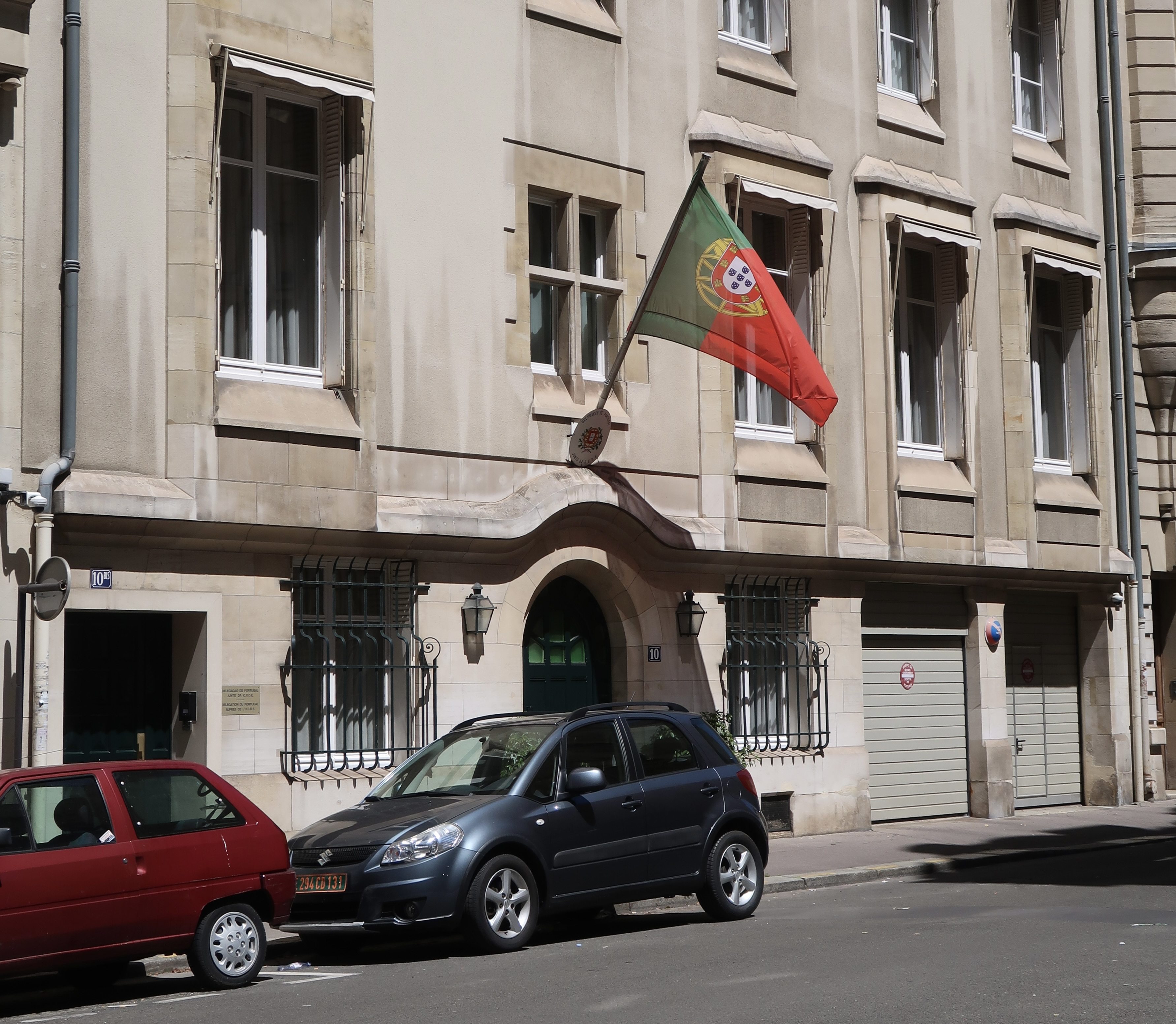
No 10.
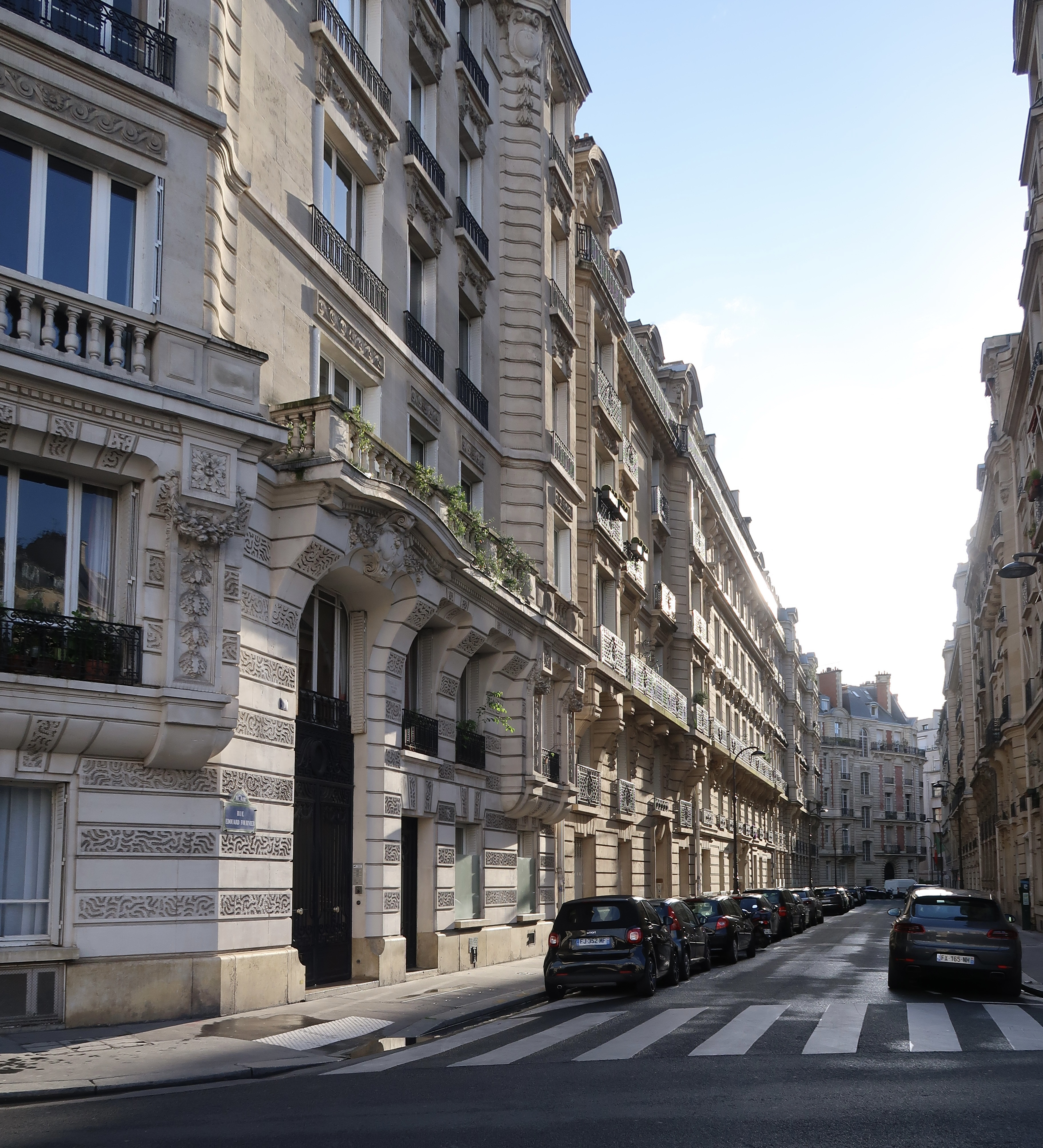
Vue depuis le boulevard Jules-Sandeau.